# Media i Marketing Polska
Media i Marketing Polska – polski miesięcznik branżowy poświęcony reklamie, marketingowi i mediom. 

## Opis
Ogólnopolski magazyn poświęcony mediom, reklamie i marketingowi. Stanowi obszerne źródło informacji na temat nowych produktów, systemów dystrybucji, innowacji marketingowych, działań promocyjnych oraz różnych technik sprzedaży. Informuje o agencjach reklamowych, klientach, dla których pracują, nowych kampaniach i przetargach. 